# Sosípatra
Sosípatra de Éfeso foi uma filósofa neoplatônica e mística grega, que viveu na primeira metade do século IV, ca 361. A história de sua vida é contada na obra Vida dos Sofistas, de Eunápio.

## Vida
Quando criança foi cuidada por dois anciãos que diziam ter poderes proféticos ou mágicos e que se auto-intitulavam "Caldeus", o que na época seria um sinônimo para mágicos, astrólogos ou videntes. Eles ensinaram Sosípatra tudo o que sabiam e a medida que ela cresceu ganhou alguma reputação como clarividente.Quando atingiu idade para se casar, um duelo foi arranjado entre ela e seu pretendente, o filósofo sofista Eustácio e Sosípatra o venceu com grande facilidade. Entre sua previsões, previu que daria à luz três filhos e que seu marido morreria em cinco anos, o que realmente aconteceu, Eustácio morreu em 358 quando foi enviado para delegar uma missão mal-sucedida do Imperador Constantino II para amenizar disputas com o governante persa Sapor II. Depois da morte de seu marido, Sosípatra assumiu o lugar de seu marido na academia se tornando uma professora notável . Suas habilidades em retórica superavam até mesmo as de Edésio, que após a morte de seu marido a ajudaram a criar seus filhos. Seu filho Antonino também se tornou filósofo.

## Feitiços e visões
Um dia, Sosípatra se viu "enfeitiçada" - porque na época seria inadmissível atribuir tal sensação a uma atração física, era comum atribuir tais sensações a daimon (demônios) e feitiços - por um de seus alunos chamado Filometro e pediu ajuda a Máximo contando-lhe "Quando Filometro está comigo, ele é simplesmente Filometro e de nenhuma maneira se difere da multidão. Mas quando o vejo indo embora meu coração se sente ferido e torturado como se quisesse escapar de meu peito." Máximo fez um feitiço mais forte e também confrontou o jovem estudante de maneira sutil. Após este dia Sosípatra se viu livre de tais "influências" do jovem aluno e durante uma de suas aulas previu que Filometro sofrera um acidente na estrada, o fato foi imediatamente apurado e assim a vida de Filometro e seus parentes foi salva.